# Гомбержан
Гомбержан (фр. Gombergean) насеље је и општина у централној Француској у региону Центар (регион), у департману Лоар и Шер која припада префектури Вандом.
По подацима из 2011. године у општини је живело 189 становника, а густина насељености је износила 15,52 становника/km². Општина се простире на површини од 12,18 km². Налази се на средњој надморској висини од 121 метар (максималној 130 m, а минималној 114 m).

## Демографија
| 1962. | 1968. | 1975. | 1982. | 1990. | 1999. | 2011. |
| ----- | ----- | ----- | ----- | ----- | ----- | ----- |
| 153   | 178   | 172   | 136   | 146   | 145   | 189   |

График промене броја становника у току последњих година